# Динамо (футбольный клуб, Петрозаводск)
«Динамо» — советский и российский футбольный клуб из Петрозаводска. Неоднократный победитель чемпионатов по футболу союзной Карело-Финской ССР (1948—1949, 1951—1954).

## История
Клуб образован в связи с созданием карельского регионального отделения спортивного общества «Динамо» в 1925 г.. С апреля 1925 г. команда участвовала во встречах с другими петрозаводскими командами. В 1926 г. команда играла в осеннем розыгрыше в группе Б чемпионата Петрозаводска по футболу, которую и выиграла, осенью - в группе А, в которой также одержала победу.
В дальнейшем команда участвовала в первенстве г. Петрозаводска и Карелии, было одной из сильнейших. В 1932 г. выиграла первенство Автономной Карельской АССР и г. Петрозаводска по футболу, к середине 1930-х почти на десять лет (до 1938 г.) стало единоличным лидером республиканского первенства, в отдельные сезоны выигрывая все матчи в первенствах.
24 сентября 1933 г. на стадионе имени Ровио в Петрозаводске команда сыграла один из своих первых товарищеских матчей с командой «Динамо» (Ленинград).
В 1934 г. команда также участвовала в розыгрыше на первенство Ленинградской области по футболу, где играла с командами Свирьстроя, Череповца, Ленинграда, Лодейного Поля.
В 1935 г. выиграло первенство г. Петрозаводска.
В 1936 г. команда выиграла осеннее первенство Карелии по футболу. В августе команда выезжала в г. Архангельск, где в товарищеских матчах переиграла одноклубников, а со сборной города сыграла вничью.
Во время Великой Отечественной войны клуб был расформирован, восстановлен в 1944 г. в военной столице Беломорске, так, 2 июля беломорское «Динамо» сыграло товарищеский матч с командой Красной Армии на стадионе в Беломорске, матч окончился со счётом 5:1 в пользу «Динамо».
После освобождения Петрозаводска клуб вернулся в город.
В сентябре 1944 г. провел первый послевоенный матч в восстанавливаемом городе с «Крыльями Советов» Москва и «Динамо» Ленинград. 24 сентября 1944 г. «Динамо» (Петрозаводск) сыграло в Петрозаводске товарищеский футбольный матч с командой Н-ской авиачасти, окончившийся вничью со счётом 5:5.
В 1948 г. команда выиграла кубок Центрального Совета «Динамо».
В 1950-х годах команда принимала участие в стыковых матчах класса «Б».
- 1951

Карело-Финская ССР: «Красная Звезда» (Петрозаводск) — «Динамо» (Петрозаводск) — 3:1, 4:0.
- 1952

Карело-Финская ССР. «Красная Звезда» (Петрозаводск) — «Динамо» (Петрозаводск) — 3:3, 6:0.
- Чемпионат СССР по футболу 1954 (класс «Б»)

«Красная звезда» (Петрозаводск) — «Динамо» (Петрозаводск) — 0:2, 2:0, 3:0.
4 июля 1960 г.на стадионе «Труд» в г. Петрозаводске провела товарищескую встречу с армейцами Ленинграда, окончившуюся победой гостей со счётом 3:4.
Принимала участие в Кубке СССР.
- 1949

1/32 финала: 05.10.1949. «Динамо» — «Локомотив» Запорожье — 2:5.
- Кубок СССР по футболу 1950

1/128 финала: 10.09.1950. «Динамо» — «Буревестник» Кишинев — 1:6.
- 1953[23]

1/64 финала: 24.08.1953. «Динамо-2» Москва — «Динамо» — 1:0.
- 1954

1/64 финала: 15.08.1954. «Красная звезда» Петрозаводск — «Динамо» −3:0.
- Чемпионат Карело-Финской ССР/Карельской АССР/Республики Карелия
  - Победитель (11) — 1948, 1949, 1951, 1952, 1953, 1954, 1958, 1959, 1996, 1997, 1998.
  - Серебряный призёр (5) — 1957, 1960, 1993, 2012, 2013
  - Бронзовый призёр (4) — 1950, 1988, 1991, 1992
- Чемпионат РСФСР среди команд КФК (1958)
  - Победитель 9-й зоны[24]
  - Полуфинал — 4 место
- Кубок РСФСР среди команд КФК 1990
  - 1/32 финала[25]
- Кубок России среди ЛФК 1997, зона Северо-Запад
  - 1/4 финала[26]
- Кубок Карелии по футболу
  - Обладатель (10) — 1947, 1948, 1949, 1953, 1954, 1989, 1993, 1998, 1999, 2012.
  - Финалист (7) — 1946, 1950, 1951, 1952, 1955, 1957, 1997[27].

В 1989 г. выиграло чемпионат и кубок Петрозаводска
В настоящее время ФК «Динамо» участвует в чемпионате и кубке Петрозаводска (обладатель кубка в 2016 г. и 2017 гг.).

## Названия
- Динамо (Петрозаводск) (1925—1993, 2016 — н.в.)
- Визит (1994—1995)[32]
- ГТС (1995—2003)[32]
- ФСО «Динамо» (2004—2011)
- ФК МВД (2012—2015)

## Стадион
Домашними стадионами были «Юность» (в послевоенное время несколько лет называвшемся «Динамо»), «Динамо», построенный в 1930-х годах, в 2013 г. прекратившим свое существование.